# Coluna triunfal

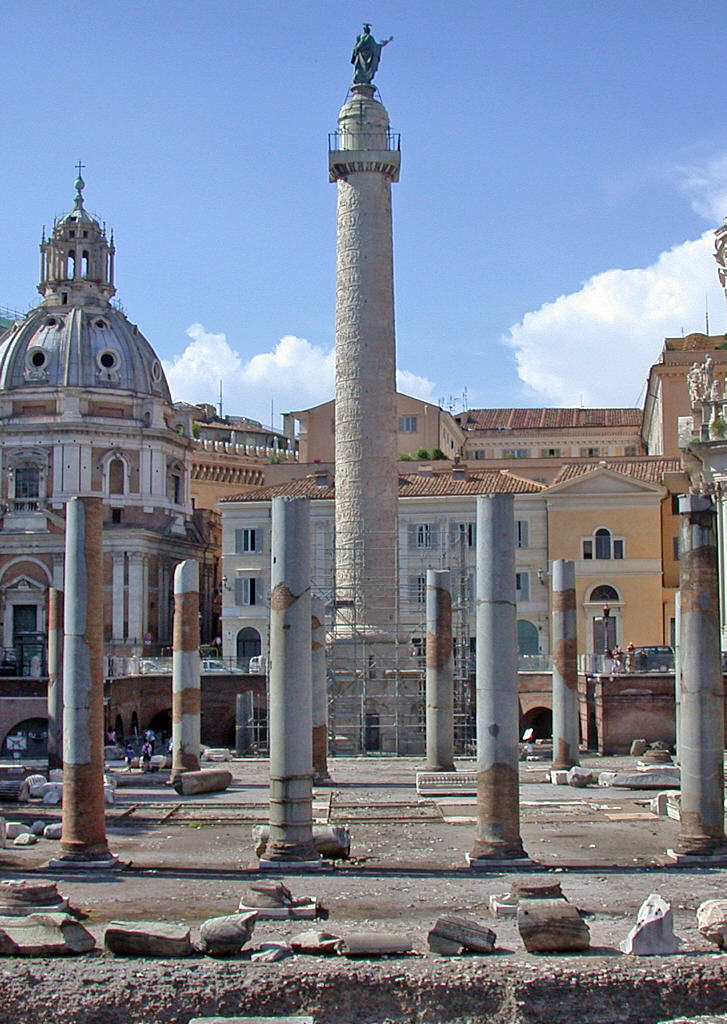
Coluna de Trajano, em Roma.

Uma coluna triunfal é um monumento na forma de uma coluna, erigida para comemoração da vitória numa guerra, batalha ou revolução. A coluna assenta sobre uma base e é coroada com um símbolo de vitória, como uma estátua.
A prática de erigir colunas triunfais tem raízes antigas, datando dos tempos da Roma Antiga. Os romanos eram conhecidos por construir colunas após vitórias militares como forma de comemorar e glorificar os feitos dos generais e do exército. Tinham o propósito de celebrar vitórias militares, exibir o poder e a grandeza do império e consolidar a legitimidade do governo. Elas eram frequentemente dedicadas a deuses ou imperadores.
As colunas triunfais são altas e esguias, com uma base sólida e um fuste (corpo da coluna) que se eleva verticalmente. Geralmente, possuem esculturas em relevo ou painéis decorativos que narram as campanhas militares e conquistas do líder homenageado. No topo, muitas vezes há uma estátua ou elemento decorativo representando a vitória.
A ideia das colunas triunfais continuou ao longo dos séculos, sendo adaptada e reinterpretada em várias culturas ao redor do mundo. Elas representam não apenas a vitória militar, mas também a celebração de conquistas em diversas áreas, incluindo ciência, cultura e esporte.